# 위시 드래곤
"위시 드래곤"(영어: Wish Dragon, 중국어: 許願神龍)은 2021년 공개된 미국, 중국의 애니메이션 모험 코미디 영화이다.

## 출연

### 주연
- 존 조 - 신룡 역 (중국어: 성룡)
- 지미 웡 - 딩 역 (중국어: 뉴쥔펑)
- 나타샤 류 보르디초 - 왕리나 역
- 콘스탄스 우 - 딩 어머니 역
- 윌윤리 - 왕리나 아버지 역

### 조연
- 바비 리 - 톨 군 역
- 지미 O. 양 - 딘 역